# Eugenia megalopetala
Eugenia megalopetala är en myrtenväxtart som beskrevs av August Heinrich Rudolf Grisebach. Eugenia megalopetala ingår i släktet Eugenia och familjen myrtenväxter. Inga underarter finns listade i Catalogue of Life.